# Longburgh
Longburgh – przysiółek w Anglii, w Kumbrii. Leży 9,9 km od miasta Carlisle i 428,5 km od Londynu. W latach 1870–1872 osada liczyła 146 mieszkańców.